# 1992 no desporto

## Agenda
- 25 de julho - Abertura dos XXV Jogos Olímpicos em Barcelona.

## Automobilismo
- 4 de fevereiro - Maurício Gugelmin é contratado por um ano pela Jordan para a temporada de 1992 de Fórmula 1.[1]
- 6 de fevereiro - Giovanna Amati é contratada para o Mundial de Fórmula 1 em 1992. A italiana de 32 anos é confirmada como companheira do belga Eric Van de Poele na equipe Brabham. Amati é a quinta mulher a entrar na categoria.[2][3]
- 18 de fevereiro - Nelson Piquet vai correr as 500 Milhas de Indianápolis pela equipe Menard.[4]
- 3 de março - Lella Lombardi falece aos 50 anos de câncer em Milão, na Itália. Ela foi a primeira mulher a pontuar na Fórmula 1 com o 6º lugar (0,5 ponto) no GP da Espanha de 1975.[5][6][7]
- 1º de maio - Giovanna Amati abandona a Fórmula 1. Em três grande prêmios que participou, ela sempre foi a última colocada em todos os treinos e não conseguiu alinhar seu carro em nenhuma prova. Sua vaga na Brabham será ocupada pelo inglês Damon Hill, 31 anos, filho de Graham Hill (bicampeão de F-1 em 1962 e 1968).[8]
- 7 de maio - Nelson Piquet sofre grave acidente durante os treinos livres das 500 Milhas de Indianápolis e fica fora da tradicional prova. Uma peça do aerofólio de seu Lola-Buick soltou-se entre as curvas 3 e 4, fazendo com que o piloto perca o controle de seu carro e batendo de frente no muro de proteção.[9] Al Unser é convocado para o lugar do piloto acidentado.[10]
- 24 de maio - Al Unser Jr vence as 500 Milhas de Indianápolis. Ele recebeu a bandeira quadriculada com 43 milésimos de segundo (0.043 segundos) à frente do canadense Scott Goodyear.[11]
- 16 de agosto - Nigel Mansell termina em 2º lugar o GP da Hungria, e torna-se campeão mundial de Fórmula 1 com cinco provas de antecedência. É a última prova da Brabham na categoria.[12][13]
- 26 de agosto - O austríaco Gerhard Berger é oficialmente anunciado como piloto da Ferrari no campeonato de Fórmula 1 de 1993 e tendo o francês Jean Alesi como companheiro de equipe. Berger toma a vaga de Ivan Capelli.[14]
- 30 de agosto - Michael Schumacher vence o GP da Bélgica. É a primeira vitória do piloto alemão na categoria.[15]
- 7 de setembro - O norte-americano Michael Andretti é oficialmente piloto da McLaren em 1993. Ele vai ocupar a vaga de Gerhard Berger, que vai de Ferrari no próximo ano.[16]
- 18 de setembro - Nigel Mansell assina com a Newman Haas e vai correr na Fórmula Indy em 1993. O piloto inglês vai para o lugar de Michael Andretti.[17]
- 27 de setembro - A Williams confirma a contratação de Alain Prost para a temporada de F-1 em 1993.[18]
- 4 de outubro - O neozelandês Denny Hulme, campeão Mundial de F-1 em 1967, falece aos 56 anos dirigindo um carro de corrida. Ele disputava os 1.000 km de Bathurst, na Austrália, quando sofreu um ataque cardíaco na 33ª das 161 voltas da prova. Seu BMW começou a sair da pista lentamente, até bater num muro. O resgate chegou em dois minutos, mas o piloto já estava morto quando foi retirado do carro, segundo o médico oficial da prova.[19]
- 18 de outubro - Com o 3º lugar no GP de Laguna Seca, Bobby Rahal torna-se campeão da Fórmula Indy. É o terceiro título na carreira.[20]
- 25 de outubro - Riccardo Patrese vence o GP do Japão, sendo a sexta e última vitória na carreira do piloto e Christian Fittipaldi termina em 6º lugar e marca o primeiro ponto na categoria.[21]
- 8 de novembro - Michael Schumacher termina o GP da Austrália em 2º lugar (6 pontos) e termina a classificação final em 3º lugar e derruba Ayrton Senna (abandonou a prova em função do choque com Nigel Mansell na parte inicial da prova) para o 4º lugar. É a última prova de Maurício Gugelmin na Fórmula 1.[22]
- 26 de novembro - Rubens Barrichello é apresentado oficialmente como piloto da Jordan para a temporada de 1993. O piloto assinou contrato por dois anos com opção de renovação para 1995.[23]
- 14 de dezembro - O inglês Damon Hill é oficializado como piloto da Williams em 1993. O anúncio encerra a chance de Ayrton Senna correr na equipe de Didcot.[24]

## Futebol
- 20 de maio - O Barcelona conquista pela primeira vez a Liga dos Campeões da UEFA.
- 17 de junho - O São Paulo conquista pela primeira vez a Copa Libertadores da América.
- 26 de junho - A Dinamarca conquista pela primeira vez a Eurocopa.
- 19 de julho - O Flamengo conquista seu quinto título no Campeonato Brasileiro.
- 8 de agosto - A Espanha fatura a medalha de ouro no futebol olímpico ao vencer a Polônia por 3 a 2.[25] A Nigéria venceu a Austrália por 1 a 0 e ficou com o bronze, a primeira medalha do continente africano nesse esporte.[26]
- 25 de novembro - O Cruzeiro conquista seu 2º Título da Supercopa dos Campeões da Libertadores.
- 13 de dezembro - O São Paulo vence o Barcelona por 2 a 1 e conquista pela primeira vez o Campeonato Mundial Intercontinental, no Estádio Olímpico de Tóquio, no Japão.
- 20 de dezembro - O São Paulo conquista seu 18º título no Campeonato Paulista ao vencer o Palmeiras por 2 a 1 no Morumbi. No jogo de ida, o Tricolor Paulista também venceu no Morumbi pelo placar de 4 a 2.
  - O Internacional vence o Fluminense por 1 a 0 no Beira-Rio e conquista pela primeira vez a Copa do Brasil. No jogo de ida, o Colorado perdeu por 2 a 1 nas Laranjeiras.
  - O Londrina vence o União Bandeirante por 1 a 0 no Estádio do Café, no terceiro jogo, e torna-se campeão paranaense. É o terceiro título do Tubarão. Nos dois jogos anteriores também realizados no estádio do Café, empates de 0 a 0 no primeiro e 2 a 2 no segundo jogo.

## Voleibol
- 9 de agosto - O Brasil vence a Holanda por 3 a 0 (15-12, 15-8 e 15-5) na final masculina e conquista pela primeira vez a medalha de ouro no voleibol olímpico. É a primeira medalha de ouro do Brasil no esporte coletivo.

## Nascimentos
| Data            | Nome                  | Profissão             | Nacionalidade            | Observações | Ref    |
| --------------- | --------------------- | --------------------- | ------------------------ | ----------- | ------ |
| 1 de janeiro    | He Kexin              | ginasta               | China                    |             |        |
| 7 de janeiro    | Ketlen Wiggers        | futebolista           | Brasil                   |             |        |
| 10 de janeiro   | Christian Atsu        | futebolista           | Gana                     | m. 2023     | [ 27 ] |
| 15 de janeiro   | Narumi Takahashi      | patinadora artística  | Japão                    |             |        |
| 19 de janeiro   | Shawn Johnson         | ginasta               | Estados Unidos           |             |        |
| 22 de janeiro   | Vincent Aboubakar     | futebolista           | Camarões                 |             |        |
| 24 de janeiro   | Becky Downie          | ginasta               | Inglaterra               |             |        |
| 30 de janeiro   | Filip Đuričić         | futebolista           | Sérvia                   |             |        |
| 5 de fevereiro  | Neymar                | futebolista           | Brasil                   |             |        |
| 5 de fevereiro  | Stefan de Vrij        | futebolista           | Países Baixos            |             |        |
| 6 de fevereiro  | Aleksandar Rakić      | artes marciais mistas | Áustria                  |             |        |
| 7 de fevereiro  | Ksenia Stolbova       | patinadora artística  | Rússia                   |             |        |
| 7 de fevereiro  | Ana Beatriz Correa    | voleibolista          | Brasil                   |             |        |
| 14 de fevereiro | Lucarelli             | voleibolista          | Brasil                   |             |        |
| 14 de fevereiro | Christian Eriksen     | futebolista           | Dinamarca                |             |        |
| 15 de fevereiro | Khalid Taha           | artes marciais mistas | Alemanha Líbano          |             |        |
| 18 de fevereiro | Héctor Quiñones       | futebolista           | Colômbia                 |             |        |
| 22 de fevereiro | Li Shanshan           | ginasta               | China                    |             |        |
| 23 de fevereiro | Casemiro              | futebolista           | Brasil                   |             |        |
| 24 de fevereiro | Eduardo Sasha         | futebolista           | Brasil                   |             |        |
| 29 de fevereiro | Jessica Long          | nadadora paralímpica  | Estados Unidos           |             |        |
| 29 de fevereiro | Jawad El Yamiq        | futebolista           | Marrocos                 |             |        |
| 2 de março      | Marta Baeza           | esgrimista            | Brasil                   |             |        |
| 4 de março      | Bernd Leno            | futebolista           | Alemanha                 |             |        |
| 7 de março      | Nikita Krylov         | artes marciais mistas | Ucrânia                  |             |        |
| 17 de março     | Yeltsin Tejeda        | futebolista           | Costa Rica               |             |        |
| 20 de março     | Khiuani Dias          | ginasta               | Brasil                   |             |        |
| 23 de março     | Ana Marcela Cunha     | nadadora              | Brasil                   |             |        |
| 26 de março     | Stoffel Vandoorne     | automobilista         | Bélgica                  |             |        |
| 28 de março     | Ana Cláudia Silva     | ginasta               | Brasil                   |             |        |
| 3 de abril      | Ana Bjelica           | vôleibolista          | Sérvia                   |             |        |
| 7 de abril      | Andreea Acatrinei     | ginasta               | Roménia                  |             |        |
| 10 de abril     | Sadio Mané            | futebolista           | Senegal                  |             |        |
| 11 de abril     | Mamiko Toyoda         | Badmínton paralímpico | Japão                    |             |        |
| 13 de abril     | Giullia Penalber      | lutadora de wrestling | Brasil                   |             |        |
| 15 de abril     | Remo Freuler          | futebolista           | Suíça                    |             |        |
| 15 de abril     | Ricarda Funk          | canoísta              | Alemanha                 |             |        |
| 17 de abril     | Marion Torrent        | futebolista           | França                   |             |        |
| 21 de abril     | Deng Linlin           | ginasta               | China                    |             |        |
| 24 de abril     | Rafaela Silva         | judoca                | Brasil                   |             |        |
| 27 de abril     | Ethiene Franco        | ginasta               | Brasil                   |             |        |
| 11 de maio      | Thibaut Courtois      | futebolista           | Bélgica                  |             |        |
| 12 de maio      | Lucas Foresti         | piloto                | Brasil                   |             |        |
| 28 de maio      | Gaku Shibasaki        | futebolista           | Japão                    |             |        |
| 3 de junho      | Mario Götze           | futebolista           | Alemanha                 |             |        |
| 5 de junho      | Brenda Castillo       | Vôleibolista          | República Dominicana     |             |        |
| 7 de junho      | Jordan Clarkson       | basquetebolista       | Estados Unidos Filipinas |             |        |
| 8 de junho      | Sebá                  | futebolista           | Brasil                   |             |        |
| 11 de junho     | Felipe Wu             | atirador              | Brasil                   |             |        |
| 12 de junho     | Philippe Coutinho     | futebolista           | Brasil                   |             |        |
| 15 de junho     | Mohamed Salah         | futebolista           | Egito                    |             |        |
| 20 de junho     | Fábio Bordignon       | atleta paraolímpico   | Brasil                   |             |        |
| 23 de junho     | Bridget Sloan         | ginasta               | Estados Unidos           |             |        |
| 25 de junho     | Kelsey Robinson       | voleibolista          | Estados Unidos           |             |        |
| 26 de junho     | Joel Campbell         | futebolista           | Costa Rica               |             |        |
| 30 de junho     | Jovana Stevanović     | voleibolista          | Sérvia                   |             |        |
| 1 de julho      | Kirsten Moore-Towers  | patinadora artística  | Canadá                   |             |        |
| 2 de julho      | Madison Chock         | patinadora artística  | Estados Unidos           |             |        |
| 8 de julho      | Son Heung-min         | futebolista           | Coreia do Sul            |             |        |
| 12 de julho     | Bartosz Bereszyński   | futebolista           | Polónia                  |             |        |
| 14 de julho     | Jonas Hofmann         | futebolista           | Alemanha                 |             |        |
| 16 de julho     | Hattan Bahebri        | futebolista           | Arábia Saudita           |             |        |
| 3 de agosto     | Abdullah Otayf        | futebolista           | Arábia Saudita           |             |        |
| 6 de agosto     | Han Cong              | patinador artístico   | China                    |             |        |
| 7 de agosto     | Wout Weghorst         | futebolista           | Países Baixos            |             |        |
| 8 de agosto     | Kieffer Moore         | futebolista           | País de Gales            |             |        |
| 9 de agosto     | Haline Scatrut        | rugby union           | Brasil                   |             |        |
| 13 de agosto    | Lucas                 | futebolista           | Brasil                   |             |        |
| 13 de agosto    | Katrina Gorry         | futebolista           | Austrália                |             |        |
| 21 de agosto    | Felipe Nasr           | automobista           | Brasil                   |             |        |
| 26 de agosto    | Yang Yilin            | ginasta               | China                    |             |        |
| 28 de agosto    | Gabriela Drăgoi       | ginasta               | Roménia                  |             |        |
| 28 de agosto    | Hwang Ui-jo           | futebolista           | Coreia do Sul            |             |        |
| 1 de setembro   | Guilherme Toldo       | esgrimista            | Brasil                   |             |        |
| 1 de setembro   | Kirani James          | atleta                | Granada                  |             |        |
| 2 de setembro   | Shayla Worley         | ginasta               | Estados Unidos           |             |        |
| 9 de setembro   | Yeldos Smetov         | judoca                | Cazaquistão              |             |        |
| 20 de Setembro  | Kaleemullah Khan      | futebolista           | Paquistão                |             |        |
| 21 de Setembro  | Eirik Ulland Andersen | futebolista           | Noruega                  |             |        |
| 27 de Setembro  | Granit Xhaka          | futebolista           | Suíça                    |             |        |
| 28 de setembro  | Koko Tsurumi          | ginasta               | Japão                    |             |        |
| 2 de outubro    | Alisson Becker        | futebolista           | Brasil                   |             |        |
| 5 de outubro    | Kevin Magnussen       | automobilista         | Dinamarca                |             |        |
| 6 de outubro    | Raquel Kochhann       | rugby                 | Brasil                   |             |        |
| 9 de outubro    | Bongani Zungu         | futebolista           | África do Sul            |             |        |
| 14 de outubro   | Jiri Prochazka        | artes marciais mistas | Chéquia                  |             |        |
| 14 de outubro   | Ahmed Musa            | futebolista           | Nigéria                  |             |        |
| 20 de outubro   | Ksenia Semenova       | ginasta               | Rússia                   |             |        |
| 23 de outubro   | Álvaro Morata         | futebolista           | Espanha                  |             |        |
| 27 de outubro   | Stephan El Shaarawy   | futebolista           | Itália                   |             |        |
| 28 de outubro   | Maria Sergejeva       | patinadora artística  | Estónia                  |             |        |
| 1 de novembro   | Vladimir Morozov      | patinador artístico   | Rússia                   |             |        |
| 5 de novembro   | Marco Verratti        | futebolista           | Itália                   |             |        |
| 10 de novembro  | Borna Barišić         | futebolista           | Croácia                  |             |        |
| 16 de novembro  | Marcelo Brozović      | futebolista           | Croácia                  |             |        |
| 2 de dezembro   | Marlon Vera           | artes marciais mistas | Equador                  |             |        |
| 9 de dezembro   | Beatriz Ferreira      | boxeadora             | Brasil                   |             |        |
| 11 de dezembro  | Ivana Hong            | ginasta               | Estados Unidos           |             |        |

## Mortes

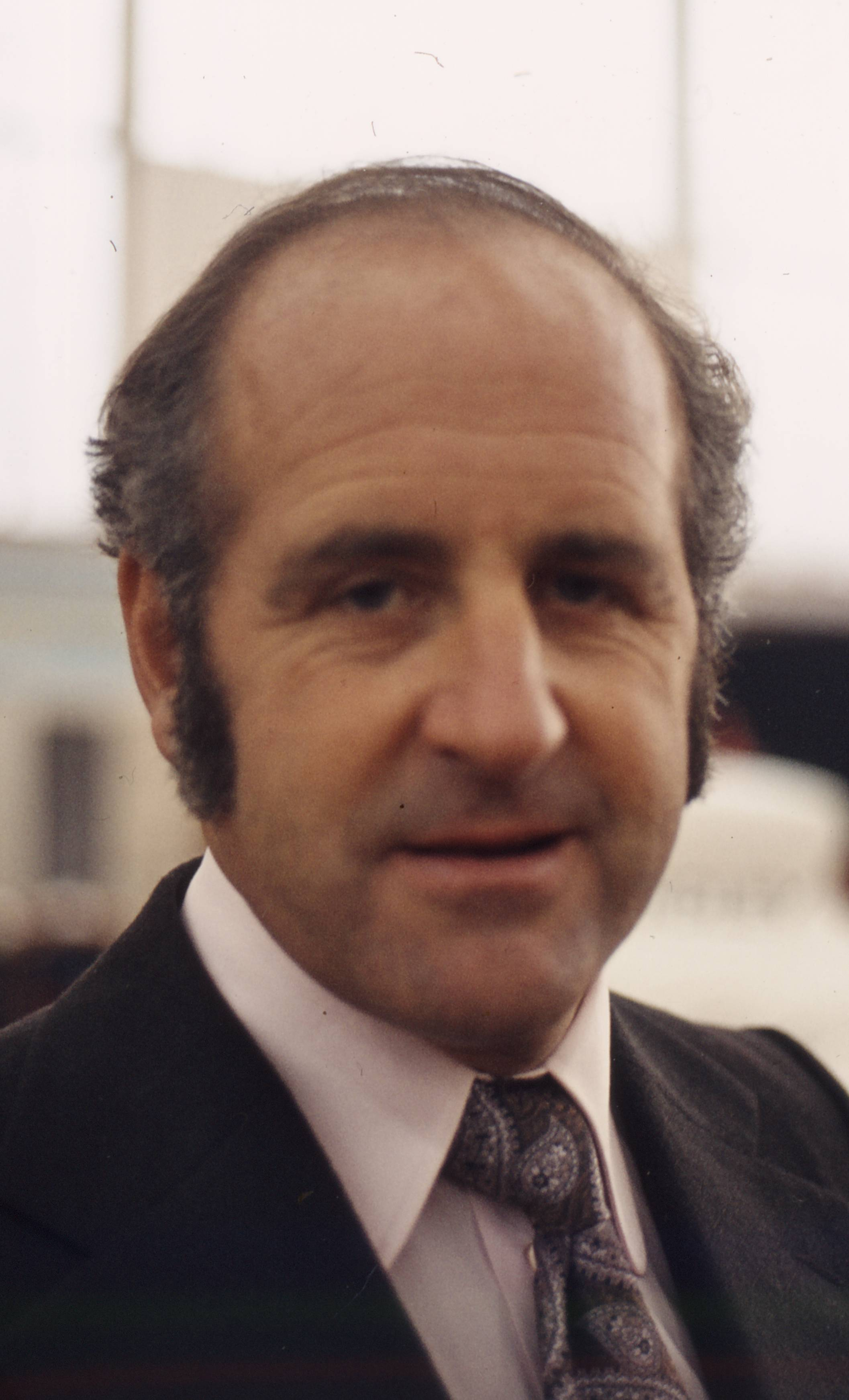
Denny Hulme (1936 - 1992).

| Data           | Nome            | Profissão                      | Nacionalidade             | Observações | Ref |
| -------------- | --------------- | ------------------------------ | ------------------------- | ----------- | --- |
| 3 de março     | Lella Lombardi  | automobilista                  | Itália                    | n. 1941     |     |
| 4 de abril     | Gabriel Tiacoh  | atleta, velocista              | Costa do Marfim           | n. 1963     |     |
| 28 de abril    | Brian Pockar    | patinador artístico            | Canadá                    | n. 1959     |     |
| 15 de maio     | Jovy Marcelo    | automobilista                  | Filipinas                 | n. 1965     |     |
| 28 de junho    | Mikhail Tal     | jogador de xadrez              | União Soviética / Letônia | n. 1936     |     |
| 7 de julho     | Josy Barthel    | atleta, meio-fundista          | Luxemburgo                | n. 1927     |     |
| 21 de julho    | Helmut Seibt    | patinador artístico            | Áustria                   | n. 1929     |     |
| 4 de outubro   | Denny Hulme     | automobilista                  | Nova Zelândia             | n. 1936     |     |
| 19 de outubro  | Arthur Wint     | atleta, velocista              | Jamaica                   | n. 1920     |     |
| 14 de novembro | Ernst Happel    | jogador e treinador de futebol | Áustria                   | n. 1925     |     |
| desconhecida   | Andrei Suraikin | patinador artístico            | União Soviética           | n. 1948     |     |